# Erich Rothe
Erich Rothe (alemany: Erich Hans Rothe)  (Berlín, 21 de juliol de 1895 - Ann Arbor, 19 de febrer de 1988) va ser un matemàtic jueu alemany emigrat als Estats Units.

## Vida i Obra
Després de fer els estudis secundaris a Berlín, va començar els estudis universitaris a la universitat de Múnic el 1913, però l'esclat de la Primera Guerra Mundial va interrompre els seus estudis per enrolar-se a l'exèrcit alemany. Ve ser ferit a la batalla de Verdun i llicenciat el 1918. L'any següent va reprendre els estudis universitaris a la universitat de Berlín, en la qual es va doctorar el 1926 i va conèixer la seva col·lega, la matemàtica Hildegard Ille, qui es convertiria en la seva dona el 1928.
A partir de 1927 va ser professor a la universitat tècnica de Breslau i, a partir de 1931, també a la universitat de Breslau. L'arribada dels nazis al poder va fer que hagués de deixar la docència, ja que era de família jueva. Tot i que li van suggerir d'emigrar a la Unió Soviètica, va marxar a Suïssa el 1937, essent acollit temporalment per Heinz Hopf, abans de marxar definitivaments als Estats Units.
Després d'uns anys de professor al William Penn College d'Oskaloosa (Iowa), el 1944 va ser nomenat professor de la universitat de Michigan a Ann Arbor, on va romandre fins a la seva jubilació el 1965. Encara després de jubilar-se va donar algunes classes a la West Michigan University a Kalamazoo.
Rothe va publicar una cinquantena llarga d'articles científics. les seves contribucions més importants va ser en els camps de l'anàlisi funcional i la topologia. D'especial rellevància són els seus estudis de les equacions diferencials parcials.